# Conté

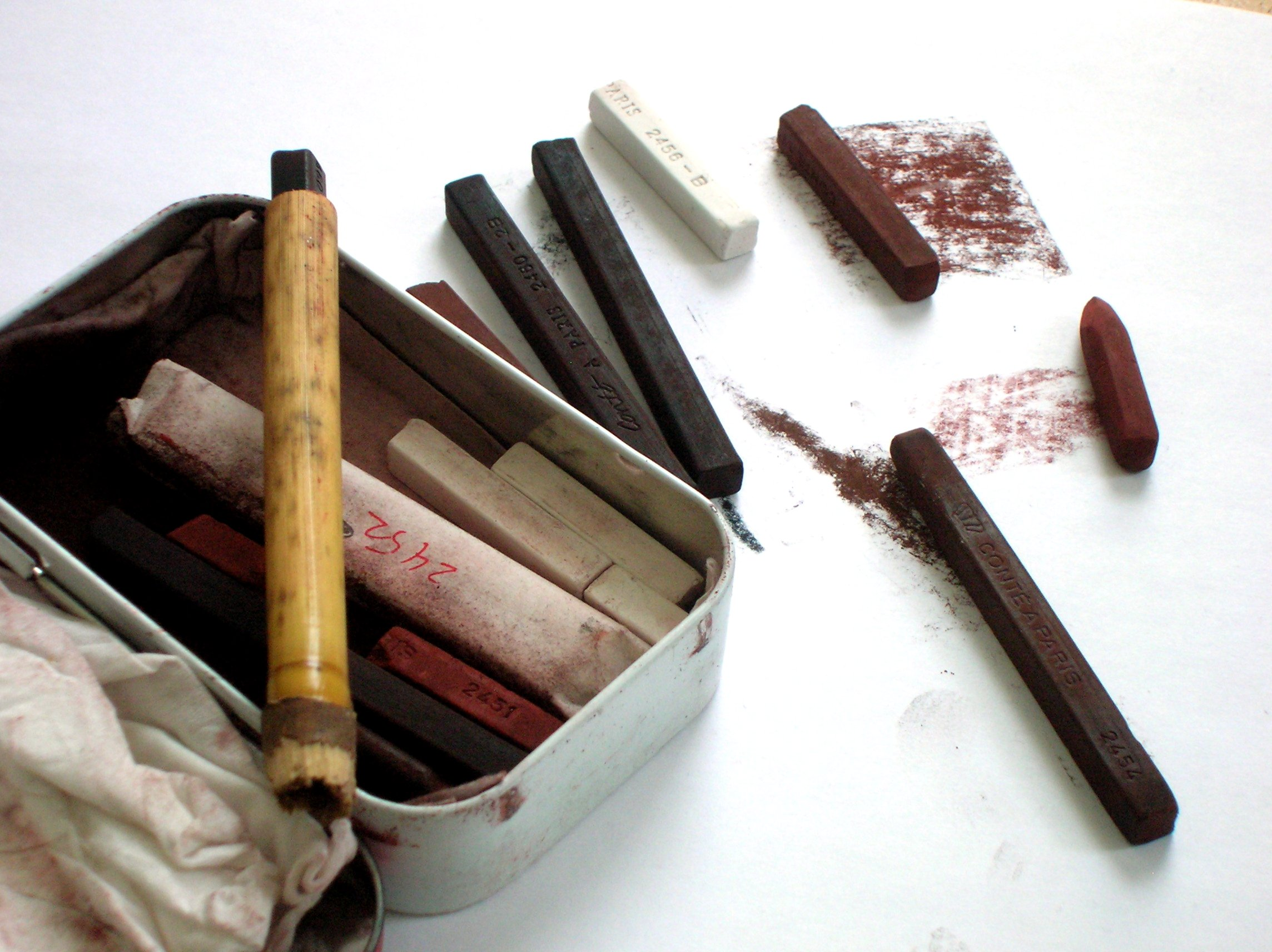
Kredki Conté

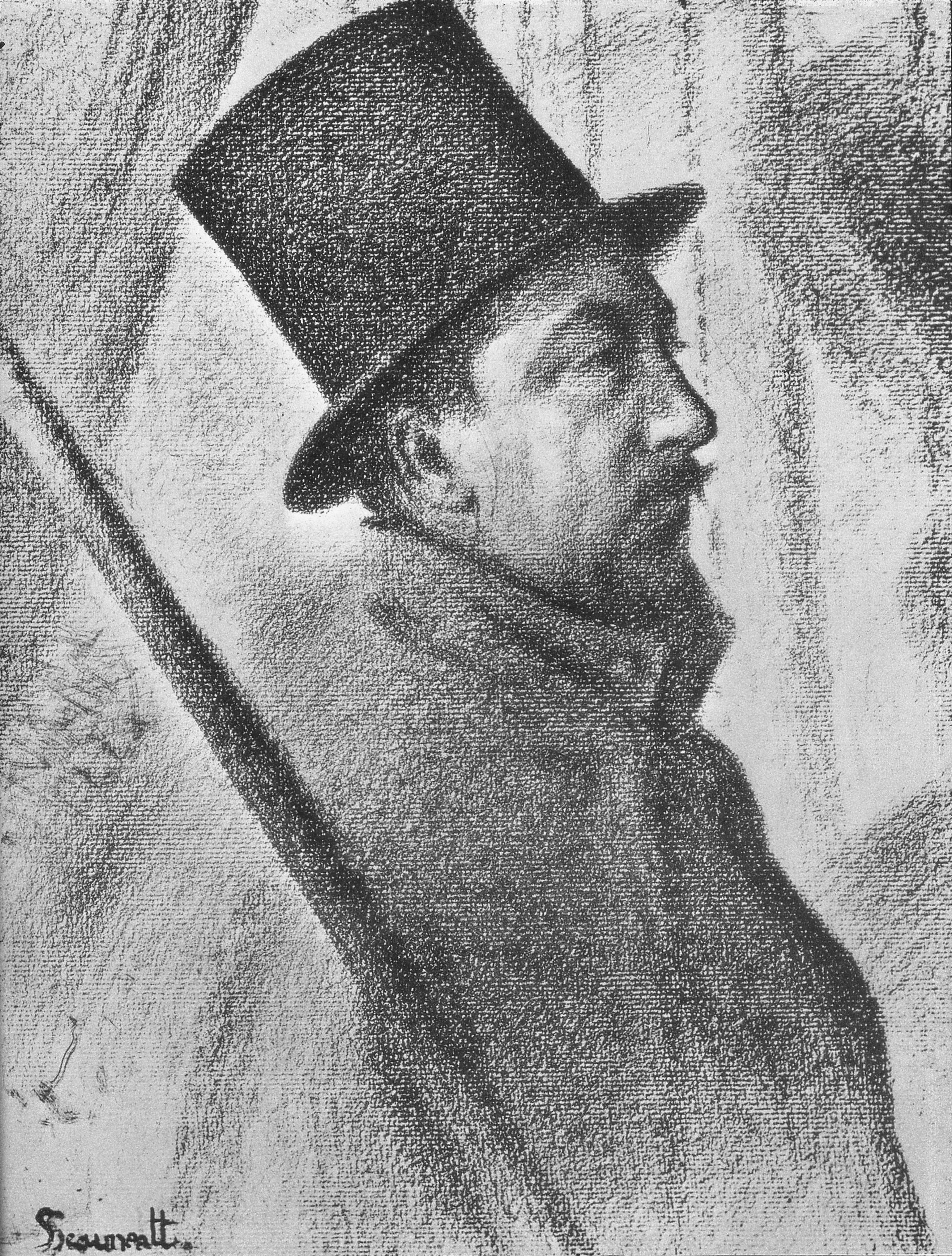
Georges Seurat, Portret Paula Signaca, kredki Conté, 1890

Conté, znane również jako pastele Conté lub kredki Conté – przybory rysunkowe składające się ze sproszkowanego grafitu lub węgla zmieszanego z woskiem lub gliną, mające formę laseczek o kwadratowym przekroju.
Zostały wynalezione w 1795 roku przez Nicolasa-Jacques'a Contégo, który z powodu braku grafitu spowodowanego wojnami napoleońskimi (brytyjska blokada morska skutecznie zapobiegała importu towarów przez Francję), stworzył środek do rysowania łączący glinę i grafit. Obecnie są one wytwarzane z naturalnych pigmentów (tlenki żelaza, sadza, dwutlenek tytanu), iłu (kaolin) i spoiwa (eter celulozowy). Kredki Conté spotykane są w kolorze czarnym, białym, odcieniach czerwieni, brązu, szarości i innych.
Kredki Conté mogą być wykorzystywane do tworzenia całych obrazów, a także szkiców pod obrazy wykonywane przy pomocy pasteli albo na zagruntowanych płótnach.
W latach 80. XIX wieku kredek Conté używał Georges Seurat.